# Ariane 1

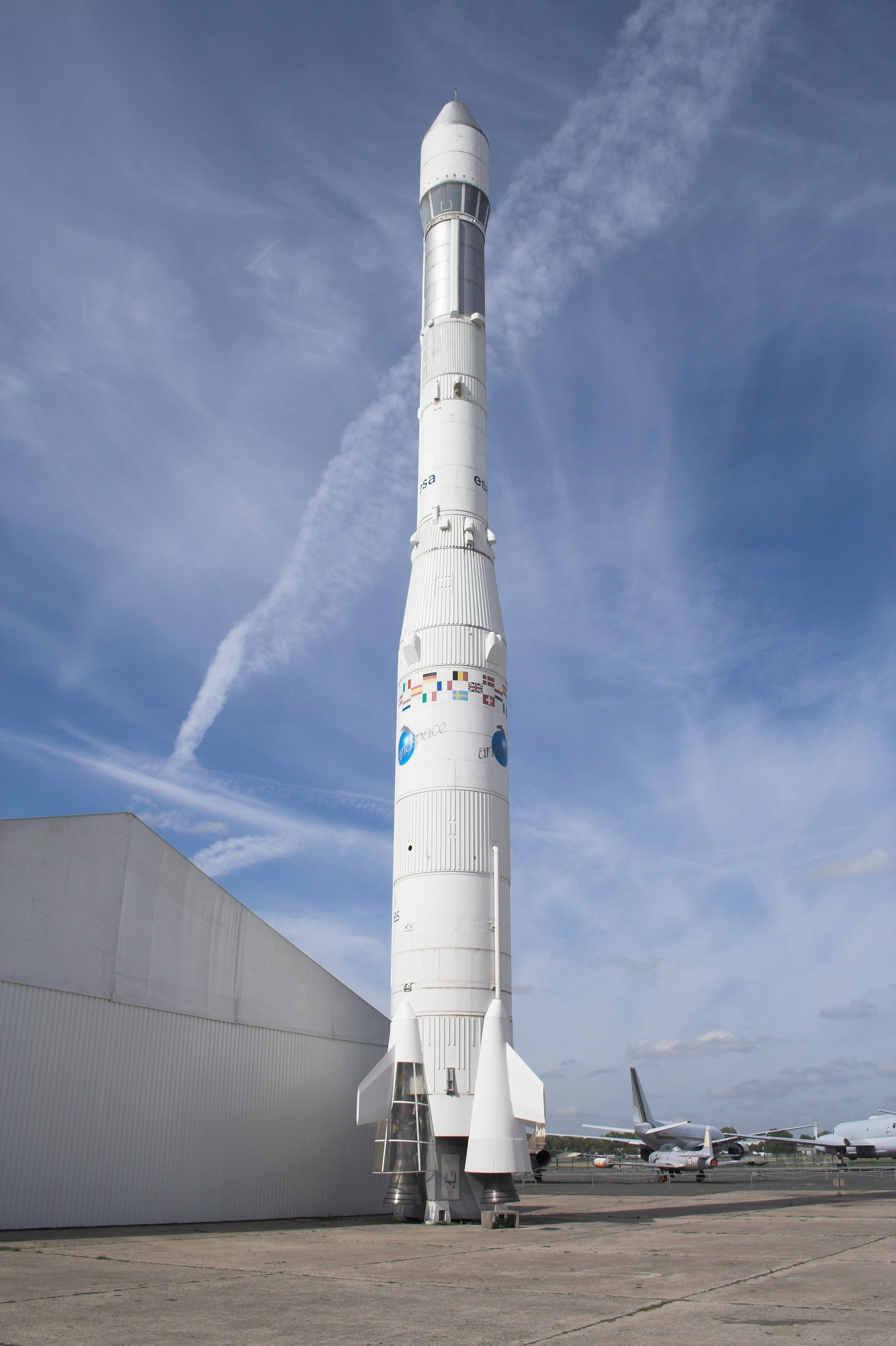
Model van de Ariane 1

Ariane 1 was de eerste raket uit de Ariane familie van de ESA. De eerste Ariane 1 werd succesvol gelanceerd op 24 december 1979 vanaf lanceerplatform ELA-1 van het Centre Spatial Guyanais bij Kourou (Frans-Guyana). De raket had een maximale diameter van 3,8 meter, een totale hoogte van 47,4 meter en een massa van ongeveer 210 ton (dit kon variëren naargelang de beoogde baan van de lading en andere factoren). 
De Ariane 1 had drie trappen, waarvan de onderste vier motoren had en de twee bovenste telkens één motor, alle drie vloeibarebrandstofmotoren. De Ariane 1 was ontworpen om twee telecommunicatiesatellieten tegelijk te lanceren (de maximale lading bedroeg 1,83 ton. In totaal vonden er elf lanceringen plaats van de Ariane 1 (de laatste op 22 februari 1986) waarvan twee mislukten.
De ontwerpen van opvolgers Ariane 2, 3 en 4 waren duidelijke doorontwikkelingen van het Ariane 1-ontwerp. Het toenmalige lanceercomplex ELA-1 is sinds 2012 in gebruik als lanceercomplex van de Vega-raket onder de naam ELV.